# Quintessence (album de Sombres Forêts)
 (juin 2025).
Motif : Le groupe a été supprimé suite à un débat d'admiss en 2012, l'album ne semble pas être notoire
- Archive Wikiwix
- Bing
- Cairn
- DuckDuckGo
- E. Universalis
- Gallica
- Google
- G. Books
- G. News
- G. Scholar
- Persée
- Qwant
- (zh) Baidu
- (ru) Yandex
- (wd) trouver des œuvres sur Wikidata

| 1. | Préciser le motif de la pose du bandeau. | Précisez le motif de la pose du bandeau en utilisant la syntaxe suivante : {{admissibilité à vérifier\|date=juin 2025\|motif=remplacez ce texte par le motif}}                                              |
| 2. | Informer les utilisateurs concernés.     | Pensez à avertir le créateur de l'article, par exemple, en insérant le code ci-dessous sur sa page de discussion : {{subst:avertissement admissibilité à vérifier\|Quintessence (album de Sombres Forêts)}} |

Pour les articles homonymes, voir Quintessence.
Albums de Sombres Forêts
Sombres Forêts
(2006) Royaume de Glace
(2008)
Quintessence est le premier album studio du groupe de black metal québécois Sombres Forêts. L'album est sorti le 19 décembre 2006 sous le label Sepulchral Productions.
Les titres Automne et L'Abîme faisaient partie de la liste des titres de la démo portant le nom du groupe.

## Musiciens
- Annatar - chant, tous les instruments

## Liste des morceaux
| No | Titre                     | Durée |
| -- | ------------------------- | ----- |
| 1. | Quintessence              | 3:21  |
| 2. | Le Royaume                | 10:13 |
| 3. | Vents des Désespoirs      | 8:33  |
| 4. | Au Solstice de L'Hiver    | 8:50  |
| 5. | Automne                   | 9:33  |
| 6. | L'Abîme                   | 7:44  |
| 7. | L'Enchantement des Forêts | 3:44  |